# 1895 en football
Cet article présente les faits marquants de l'année 1895 en football.

## Février
- 24 février : match international au Vélodrome de la Seine, à Paris : Sélection de Paris 0, Folkestone (Angleterre) 3. Près de 1 500 spectateurs, nouveau record d'affluence français, sont enregistrés malgré les « prix prohibitifs »… Paris : H. Wynn (Standard) ; William Attrill (Standard A.C.), Rivaz (White-Rovers) ; Ch. Bernat (Club français), Clarke (White-Rovers), Cox (White-Rovers) ; J. Wood (White-Rovers), N. Tunmer (Standard), Kemp (White-Rovers), Barkers (Standard), Eugène Fraysse (Club Français).

## Mars
- Millwall FC (12 victoires et 4 nuls) remporte le premier championnat anglais de la Southern League.
- 3 mars : quarts de finale du championnat de France. Le Club français écrase le FEC Levallois 11 à 0 ; Les White-Rovers s’imposent face au Paris Star 8 à 1.
- 10 mars : suite et fin des quarts de finale du championnat de France. Le Standard AC écrase l’United SC 13 à 0 ; Le Stade de Neuilly s’impose enfin face au CP Asnières 2 à 1. Ce dernier match fut de loin le quart de finale le plus disputé. Cette partie ne peut livrer de vainqueur au coup de sifflet final et l'arbitre, N. Tunmer, « inventa » alors le but en or car la nuit tombait. Asnières porta réclamation, première historique en France, mais la Commission du Championnat homologua le résultat.
- 17 mars : demi-finales du championnat de France USFSA. Les White-Rovers s’imposent 2-1 face au Club Français après une prolongation de deux fois dix minutes. Le Standard AC écrasent pour sa part le Stade de Neuilly 18 à 0 ! Il faut signaler que six des onze joueurs de Neuilly participèrent le matin un cross country de 17 km !
- 18 mars : à Kensington, l’Angleterre et le Pays de Galles 1-1.
- 24 mars : finale du deuxième championnat de France de football USFSA : Standard AC 3, White-Rovers 1. On retrouve six des onze finalistes de l'édition 1894 dans l'équipe alignée en finale 1895 : H. Wynn ; William Attrill, E. Wynn ; G. Norris, Ash, N. Tunmer ; G. Etherington, O. Hicks, Niegely, A. Tunmer,
- 30 mars : Heart of Midlothian FC est champion d’Écosse.
- Pays-Bas : HFC Haarlem est champion de l’Ouest ; Vitesse Arnhem champion de l’Est et ZAC Zwolle est champion du Nord.

## Avril
- 2 avril : fondation du club français du Racing Club de Roubaix.
- 6 avril : à Everton, l'Angleterre bat l’Écosse : 3-0.
- 12 avril : à Folkestone (Angleterre) : Folkestone (Angleterre) s'impose 8-0 face à une sélection de Paris. Les Parisiens ne comptent qu'un seul joueur non britannique dans leurs rangs : le Belge Block du Club français ! Les British de Paris étaient William Attrill, les frères Wynn, Ash, et Tunmer du Standard ; Wood, Cotton, Rivaz, Cox, Clarke et Kepple des White Rovers. 5 000 spectateurs.
- 13 avril : au Caledonian Park (Angleterre). Sélection amateurs de Londres (Angleterre) 11, sélection de Paris 0. Les Parisiens résistent bien en première période (3-0), mais s'écroulent après la pause, épuisés par le match disputé la veille.
- 15 avril : en Angleterre, le club anglais de Maidenhead (D2 de Southern League) bat 3-0 une Sélection de Paris.
- 20 avril : finale de la 24e FA Cup (179 inscrits). Aston Villa 1, West Bromwich Albion 0. 42 560 spectateurs à Crystal Palace.
- 20 avril : Sunderland AFC (21 victoires, 5 nuls et 4 défaites) est sacré champion d’Angleterre. Everton casse pour la première fois la marque des 15 000 spectateurs de moyenne : 17 420. Bury enlève le titre en Division 2.

- AB remporte le championnat de Copenhague.
- Des ouvriers des chantiers navals fondent le club londonien Thames Iron Works FC (futur West Ham United FC).
- Fusion entre l’Étoile Parisienne et la Société Athlétique de Pantin donnant naissance à l’Olympique de Pantin (futur Olympique de Paris).
- Lomas Athletic Club (8 victoires et 2 nuls) est champion d’Argentine.

## Septembre
- 1er septembre : fondation de l'Union belge des sociétés de sports athlétiques (UBSSA).

## Naissances
- 8 février : Charles Géronimi, footballeur français († 1918).
- 11 février : Maurice Cottenet, footballeur français († 1972).
- 14 février : Antonio Bruna, footballeur italien († 1976).
- 3 mars : Luigi Cevenini, footballeur italien († 1968).
- 4 mars : Édouard Baumann, footballeur français († 1985).
- 19 mars : Marcel Vanco, footballeur français († 1987).
- 11 avril : Jack Bamber, footballeur anglais († 1971).
- 11 avril : Fernand Nisot, footballeur belge († 1973).
- 22 avril : Robert Coppée, footballeur belge († 1970).
- 25 avril : Stanley Rous, arbitre et dirigeant anglais († 1986).
- 23 mai : Paul Baron, footballeur français († 1973).
- 8 juin : Santiago Bernabéu, dirigeant de club wespagnol († 1978).
- 19 août : Carlo Bigatto, footballeur italien († 1942).
- 23 août : Raymond Wattine, footballeur français († 1937).
- 10 septembre : Jean Batmale, footballeur français († 1973).
- 20 septembre : Karel Pešek, footballeur tchécoslovaque († 1970).
- 13 novembre : Jan de Natris, footballeur néerlandais († 1972).

## Décès
- 23 février : Henry Allen, footballeur anglais.
- 21 avril : Fred Dewhurst, footballeur anglais.